# عقدة جناحية حنكية
العقدة الجناحية الحنكية (بالإنجليزية: pterygopalatine ganglion)‏ أو العقدة الأنفية (بالإنجليزية: nasal ganglion)‏ أو عقدة ميكل (بالإنجليزية: Meckel's ganglion)‏ أو العقدة الوتدية الحنكية (بالإنجليزية: sphenopalatine ganglion)‏ هي جزء من الجهاز العصبي الذاتي عند الإنسان، وهي إحدى العقد اللاودية الأربعة في الرأس والرقبة. (العقد الأخرى هي: العقدة الأذنية وعقدة تحت الفك والعقدة الهدبية)
توجد هذه العقدة في الحفرة الجناحية الحنكية، ويعصبها بصورة رئيسية العصب الصخري الكبير.